# Эребуни (заповедник)
Эребунийский заповедник или заповедник «Эребуни» (арм. «Էրեբունի» արգելոց) — заповедник в Армении, недалеко от Еревана, на границе Котайкской и Араратской областей, между селами Шорбулах и Гехадир. Это самый маленький заповедник в Армении. Был создан в 1981 году на площади 89 га. Расположен на третичных красных глинах, возраст которых более десятка миллиона лет. Здесь произрастает большое количество эндемиков Армении и самого заповедника; сосредоточены пышные заросли высотой 70-75 см, издали напоминает густое пшеничное поле.

## Описание
Почвы заповедника карбонатные, при этом процент карбонатов увеличивается с глубиной почвенного слоя. По механическому составу почвы легкие суглинистые или каменистые маломощные. Чаще встречаются гипсоносные красные или пестрые глины, с поверхности рыхлые, мягкие, комковато-зернистые. Рельеф заповедника волнистый, местность пересечена оврагами. Из-за большой сухости в середине лета часть растительного покрова выгорает.

### Климат
Климат в заповеднике резко континентальный, сухой. Средняя годовая температура равна 11 °C, количество осадков составляет 300—350 мм. Зима малоснежная, преобладает холодная пасмурная погода. Высота снежного покрова колеблется в пределах от 10 до 35 см. Зима наступает во второй декаде ноября и заканчивается во второй декаде марта. Средняя температура воздуха в январе составляет —4°, абсолютный минимум —31°. Весна непродолжительная, теплая, обычно влажная. Лето продолжительное, жаркое и сухое, с преобладанием ясной погоды. Средняя температура воздуха составляет 23°, максимальная 41°. Водоёмы на территории заповедника отсутствуют.

## Флора
Флора заповедника для столь небольшой территории довольно богата и разнообразна. Здесь встречается 293 вида сосудистых растений, относящихся к 197 родам и 46 семействам. Самыми крупными семействами по числу видов являются сложноцветные (57 видов), затем бобовые (33 вида), злаки (30 видов), крестоцветные (26 видов), гвоздичные, зонтичные, губоцветные, бурачниковые, лютиковые, норичниковые и т. д. На долю 11 ведущих семейств приходится около 80 % видового состава и более 72 % родов.
Основные охраняемые виды — дикие злаковые растения: эндемики Армении — араратская (Triticum araraticum) и урартская (Triticum urartu) пшеницы; пшеница беотийская (Triticum boeoticum), разные виды эгилопсов, тупочешуйник безостый (Amblyopyrum muticum), рожь Вавилова (Secale vavilovii) и другие), а также виды, занесённые в Красную книгу: касатик сетчатый, корнеголовник восточный, гогенакерия бесстебельная гунделия Турнефора. Имеются эндемики Кавказа, среди которых: актинолема крупночашечковая (Actinolema macrolema), шовиция (Szovitsia callicarpa), цикорий железистый (Cichorium glandulosum). Также встречаются: ирис сетчатый (Iris reticulata) и ирис элегантнейший (Iris elegantissima).
Для многих из них Эребунийский заповедник является единственной «точкой» ареала в Армении, на Кавказе и даже на постсоветском пространстве. Из четырёх видов дикой пшеницы, встречающейся во всём мире, здесь охраняются три вышеперечисленных вида. Всего здесь встречается более 100 разновидностей пшеницы.

Мне приходилось изучать многочисленные страны, которые принято считать древними земледельческими, однако более богатой, более интересной местности, чем Шорбулах, трудно найти. Я предложил бы обязательно выделить тут участок, площадью 50—100 га, обеспечить особый уход за ним, чтобы сохранился этот интересный документ мирового значения
— Н. И. Вавилов

### Представители флоры
Растительные сообщества слагаются в основном из однолетних злаков — диких пшениц: беотийской (Triticum boeoticum), араратской (Triticum araraticum) и урарту (Triticum urartu), эгилопсов: цилиндрического (Aegilops cylindrica), Тауша (Aegilops tauschii), трехдюймового (Aegilops triuncialis), колончатого и др., костров: кровельного (Bromus tectorum) и растопыренного (Bromus squarrosus). Вместе с ними растет рожь Вавилова (Secale vavilovii) и еще один злак, амблиопирум тупочешуйный, который в СССР нигде больше не встречается. Здесь находятся наиболее чистые, густые и пышные заросли диких пшениц высотой до 70—75 см. Издали создается впечатление густого посева пшеничного поля. Здесь можно встретить свыше 100 разновидностей пшеницы. Интересны также фито-ценозы с участием ириса сетчатого или красы полынной полупустыни — ириса изящнейшего, растущих на сухих склонах южной экспозиции.
Флора заповедника богата также лекарственными, съедобными, красильными и другими ценными растениями. Таковы спаржа аптечная, каперсы колючие, резак обыкновенный, птице-млечник горный, гунделия Турнефора, марены красильная и жестколистная, разные виды молочая и др.

### Распределение растительности
На западном склоне хорошо развиты сообщества с преобладанием прекрасного кормового растения — осоки толстостолбиковой (Carex pachystylis). С конца мая осока высыхает, но после осенних дождей, она снова отрастает. Компонентами этого сообщества являются мятлик луковичный (Роа bulbosa), костер переменчивый (Bromus commutatus), рожь Вавилова (Secale vavilovii), гвоздика двухцветная, полынь душистая (Artemisia fragrans), чабрец Кочи, эгилопс цилиндрический (Aegilops cylindrica) и др. Виды дикой пшеницы в данном сообществе практически отсутствуют.
Ниже — травостой, в основном изреженный склон, его сомкнутость 35—45 %. Отмечается разрушение растительного и почвенного покровов. В растительном сообществе преобладают мятлик луковичный (Poa bulbosa), сухоцветы растопыренный (Xeranthemum squarrosum) и длиннохохолковый (Xeranthemum longepapposum), бессмертник волнистый (Helichrysum undulatum), шардении восточная (Chardinia orientalis) и крупноплодная (Chardinia macrocarpa) и др., встречается дикая пшеница беотийская (Triticum boeoticum).
Нижние участки склона занимают злаково-разнотравные деградированные ценозы. Покрытие составляет почвы 25 %. В травостое в основном произрастают: дикие пшеницы — беотийская (Triticum boeoticum), араратская (Triticum araraticum) и урарту (Triticum urartu). Эти редкие эндемичные и субэндемичные виды находятся на грани исчезновения, и, если их классические местонахождения не будут под строгим контролем, их существованию может наступить конец.

### Виды растений
На территории заповедника имеются участки, где хорошо развита нагорно-ксерофитная растительность. Преобладают астрагалы мелкоголовчатый (Astragalus microcephalus), Шовица, зайцехвостый. Здесь же растут очень редкие серпухи закавказская и эруколистная (Serratula erucifolia), желтеют красивые колючие соцветия томантеи Ошэ (Tomanthea aucheri), во множестве встречаются с крупными ярко-сиреневыми головками амбербоа мускусная (Amberboa moschata), благоухает полынь душистая (Artemisia fragrans), отдельными куртинами серебрится полукустарник василёк ереванский (Centaurea erivanensis), куст жёстер палласа (Rhamnus pallasii), вишни седой, различные виды шиповника и др.
Другая часть заповедника представляет собой залежь со вторичной травянистой растительностью, состоящей из элементов местной флоры и остатков лесокультур в уже малозаметных искусственных бороздах.

## Фауна

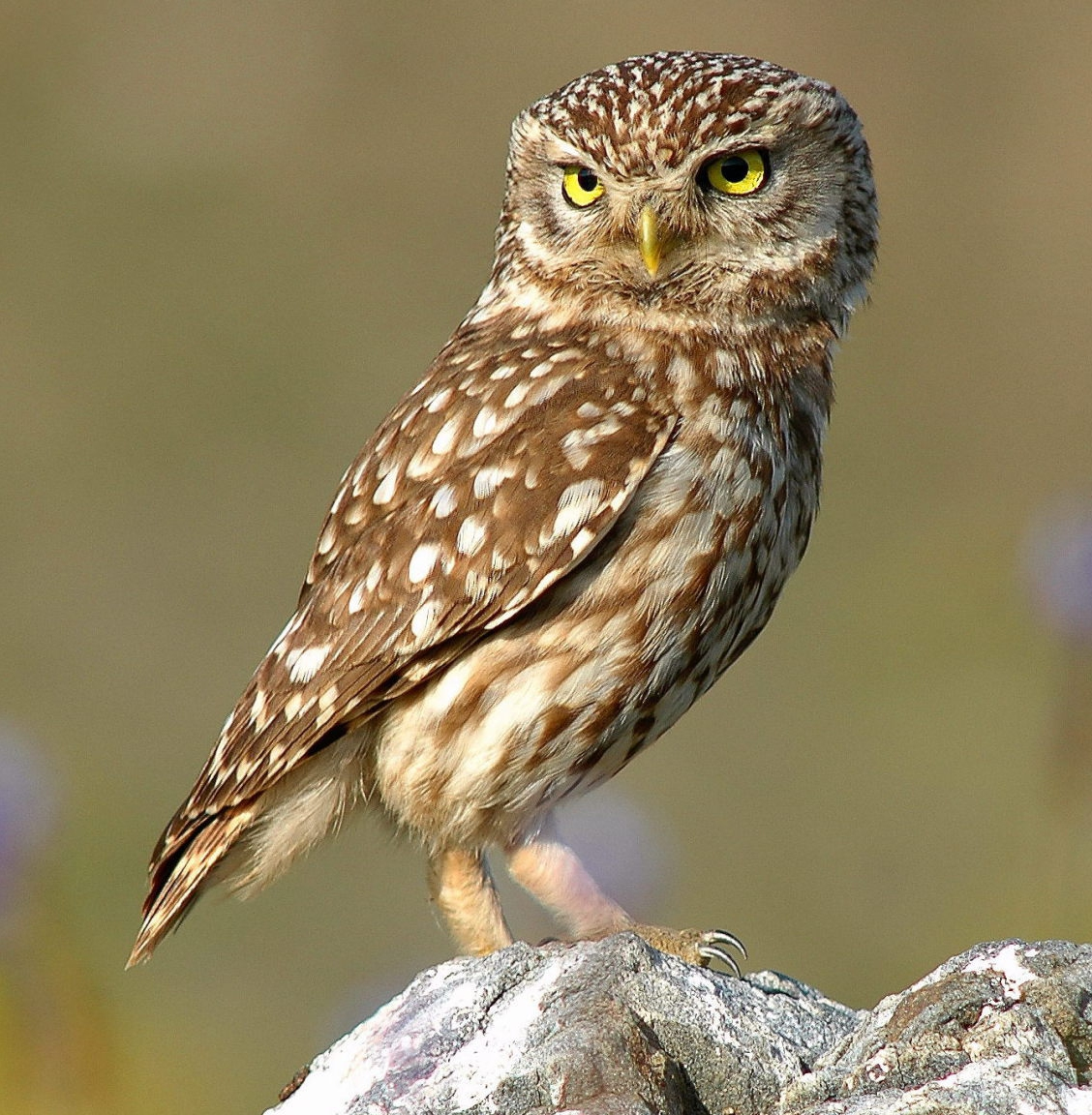
Домовый сыч (Athene noctua), обитающий на территории заповедника

По данным армянского биолога А. Л. Агасяна, в заповеднике обитают:
Змеи: гюрза (Macrovipera lebetina), ящеричная змея (Malpolon monspessulanus), западный удавчик (Eryx jaculus), ошейниковый (Eirenis collaris) и армянский (Eirenis punctatolineatus) эйренисы, разноцветный (Hemorrhois ravergieri), оливковый (Platyceps najadum) и желтобрюхий (Dolichophis caspius) полозы, кавказская агама (Laudakia caucasia), желтопузик (Pseudopus apodus).
Ящерицы: закавказская ящурка (Eremias pleskei) и ящурка Штрауха (Eremias strauchi), полосатая (Lacerta strigata) и средняя (Lacerta media) ящерицы. На каменистых сухих склонах со сравнительно плотным травяным покровом и среди фри-ганоидной растительности встречаются золотистая мабуя (Trachylepis aurata), ярко окрашенный длинноногий сцинк (Eumeces schneideri) и стройная змееголовка (Ophisops elegans).
В заповеднике также распространены: каспийская черепаха (Mauremys caspica), озёрная лягушка (Pelophylax ridibundus), зеленая жаба (Bufo viridis), квакша и чесночница сирийская (Pelobates syriacus; занесена в Красную книгу бывшего СССР).
Орнитофауна довольно разнообразна, но точных сведений о гнездящихся видах нет. По данным М. Адамяна, в заповеднике насчитывается около 50 видов воробьиных птиц, а также перепел (Coturnix coturnix), каменная армянская куропатка (Alectoris chukar armenica) и серая (Perdix perdix) куропатки, обыкновенная горлица (Streptopelia turtur), обыкновенная пустельга (Falco tinnunculus), степной лунь (Circus macrourus), домовый сыч (Athene noctua), обыкновенный козодой (Caprimulgus europaeus), сизоворонка (Coracias garrulus) и др.
Самые обычные виды млекопитающих заповедника — лисица и ласка (Mustela nivalis). Еще в середине 70-х годов здесь была обычна каменная куница, охотившаяся даже на домашних голубей. Теперь куницы в заповеднике редки; еще реже встречаются волк и барсук.
Многочисленна обыкновенная полевка (Microtus arvalis), редка снежная полевка (Microtus nivalis). Кроме того, встречаются песчанка персидская (Meriones persicus) и песчанка Виноградова (Meriones vinogradovi), лесная мышь (Apodemus microps) и горная слепушонка (Ellobius lutescens).

## Состояние
В настоящее время заповедник находится в достаточно запущенном состоянии, к 2009 году намечена программа по его восстановлению.

## Галерея

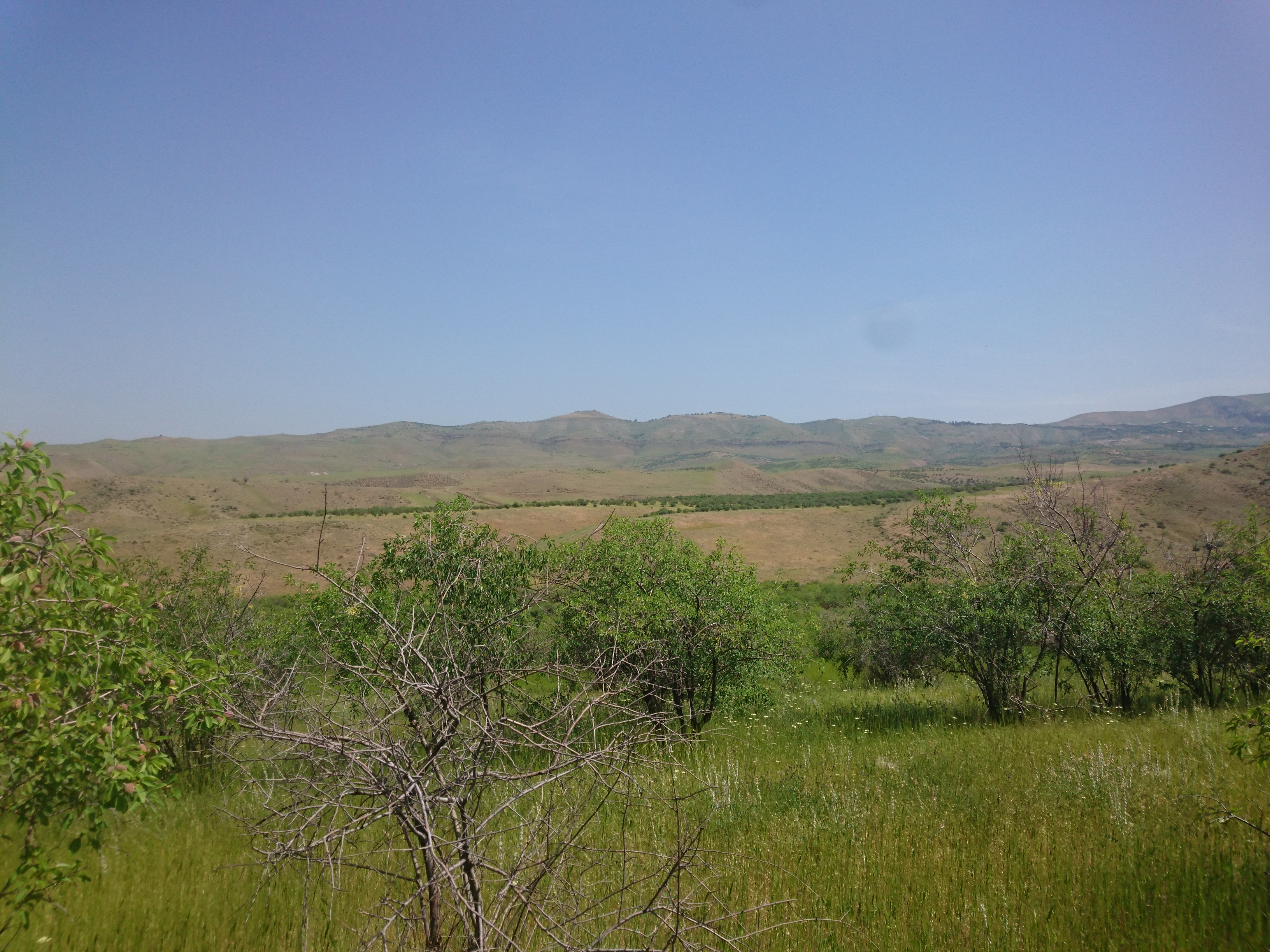
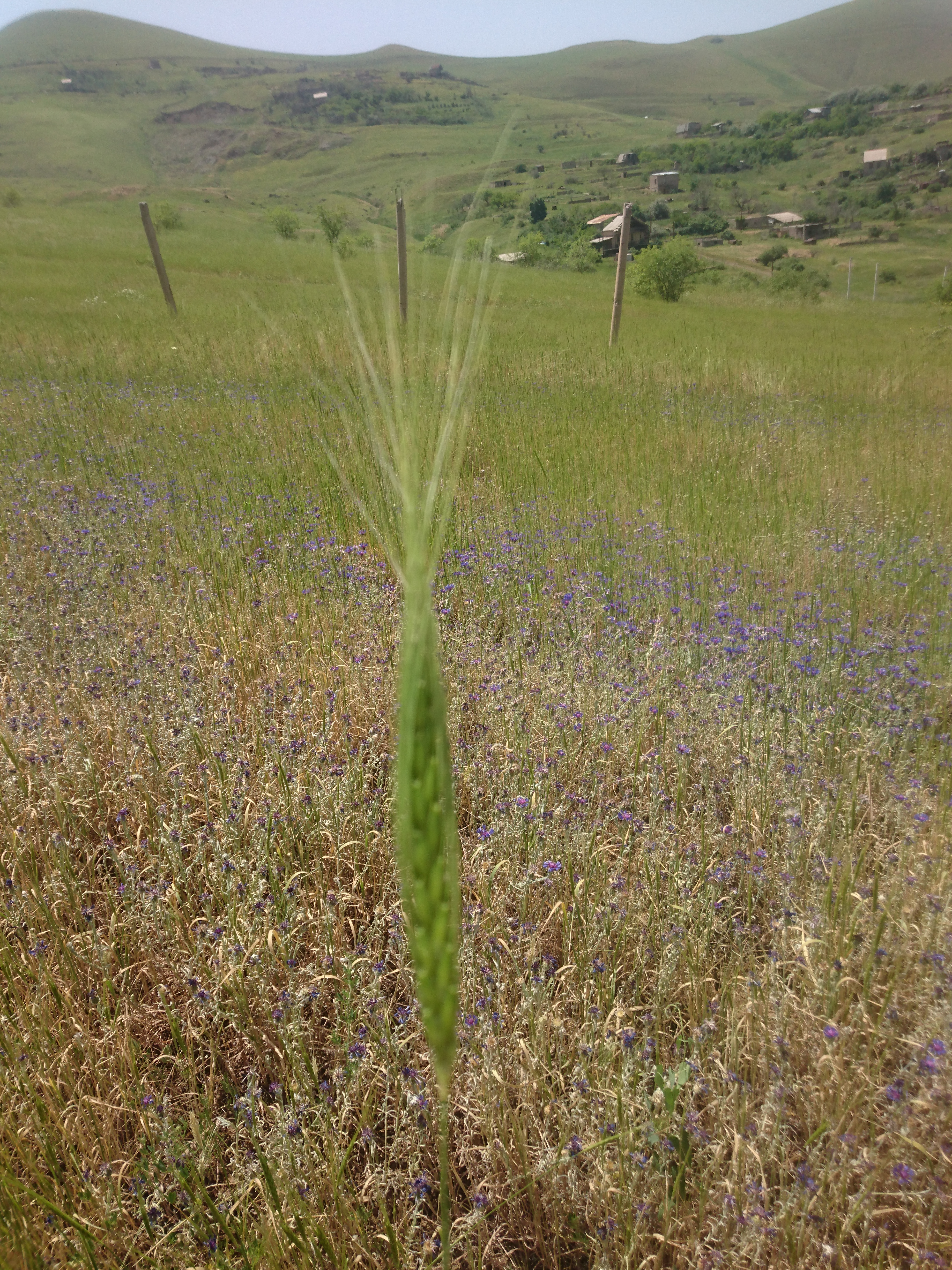
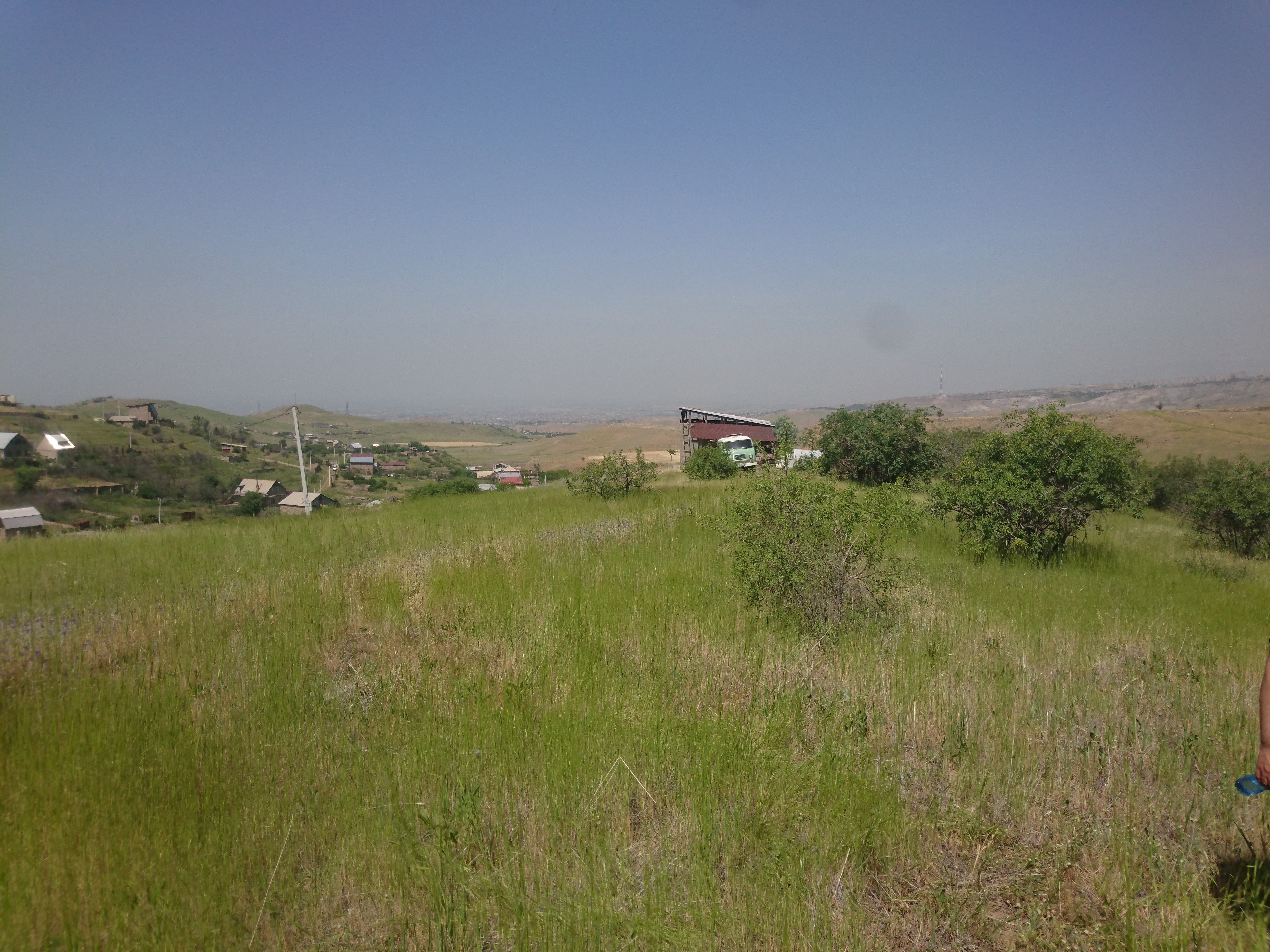
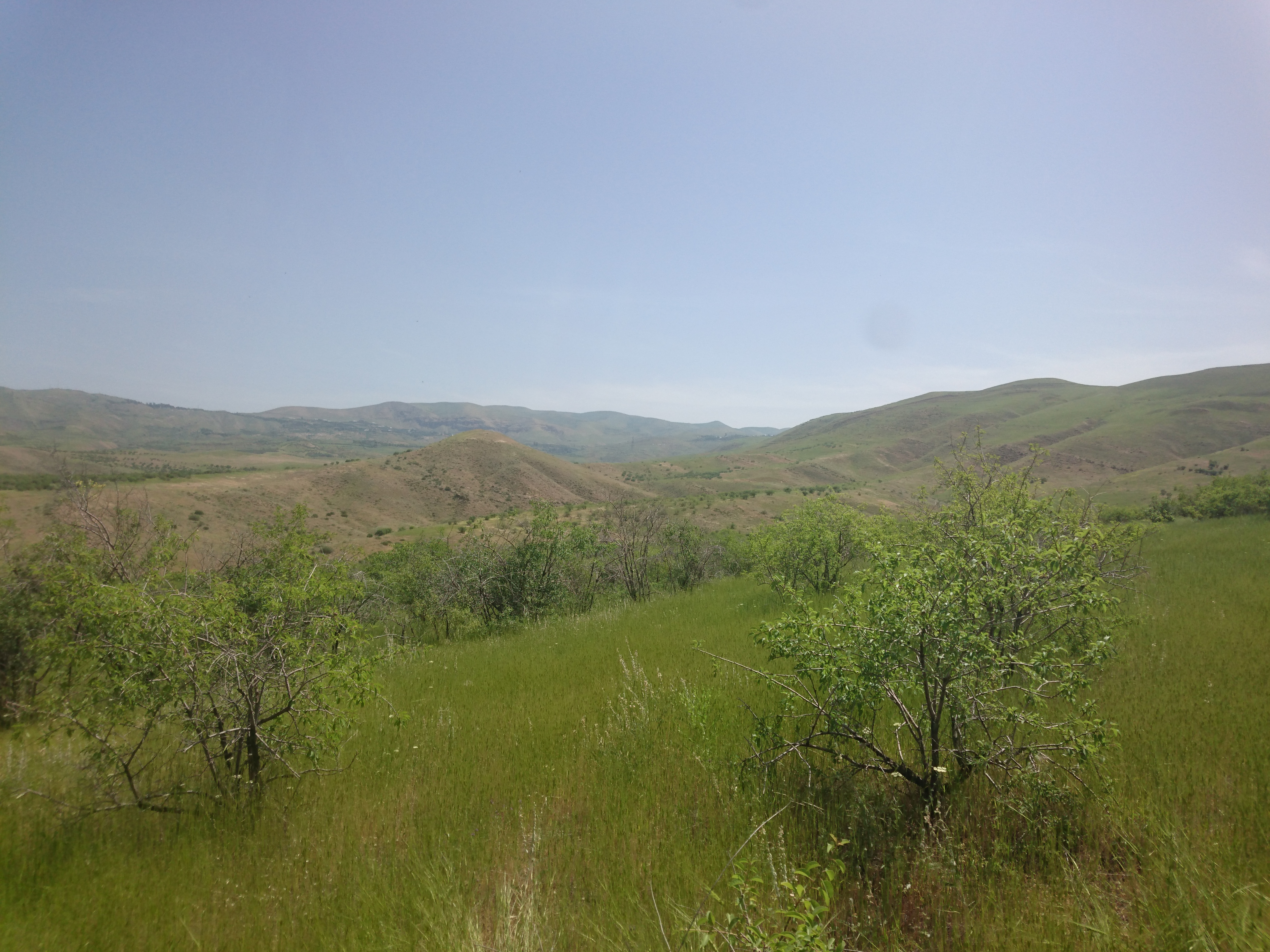